# Michael Fisher
Michael Ellis Fisher (n. 3 septembrie 1931, Fyzabad⁠(d), Siparia Regional Corporation⁠(d), Trinidad și Tobago – d. 26 noiembrie 2021) a fost un fizician, chimist și matematician englez, cunoscut pentru contribuțiile din domeniul fizicii statistice și al transformărilor de fază.
A studiat la King's College London, pe care a absolvit-o în 1957 și la care ulterior a fost profesor.
Începând cu 1966, este profesor de matematică și de chimie la Universitatea Cornell, iar din 1987 intră la Universitatea din Maryland.
În 1980, împreună cu Kenneth G. Wilson și Leo Kadanoff, a obținut Premiul Wolf, iar în 1983 Medalia Boltzmann.
Cei doi fii ai săi sunt profesori de fizică la Universitatea Harvard și respectiv Santa Barbara din California.